# Pfarrkirche Bendern

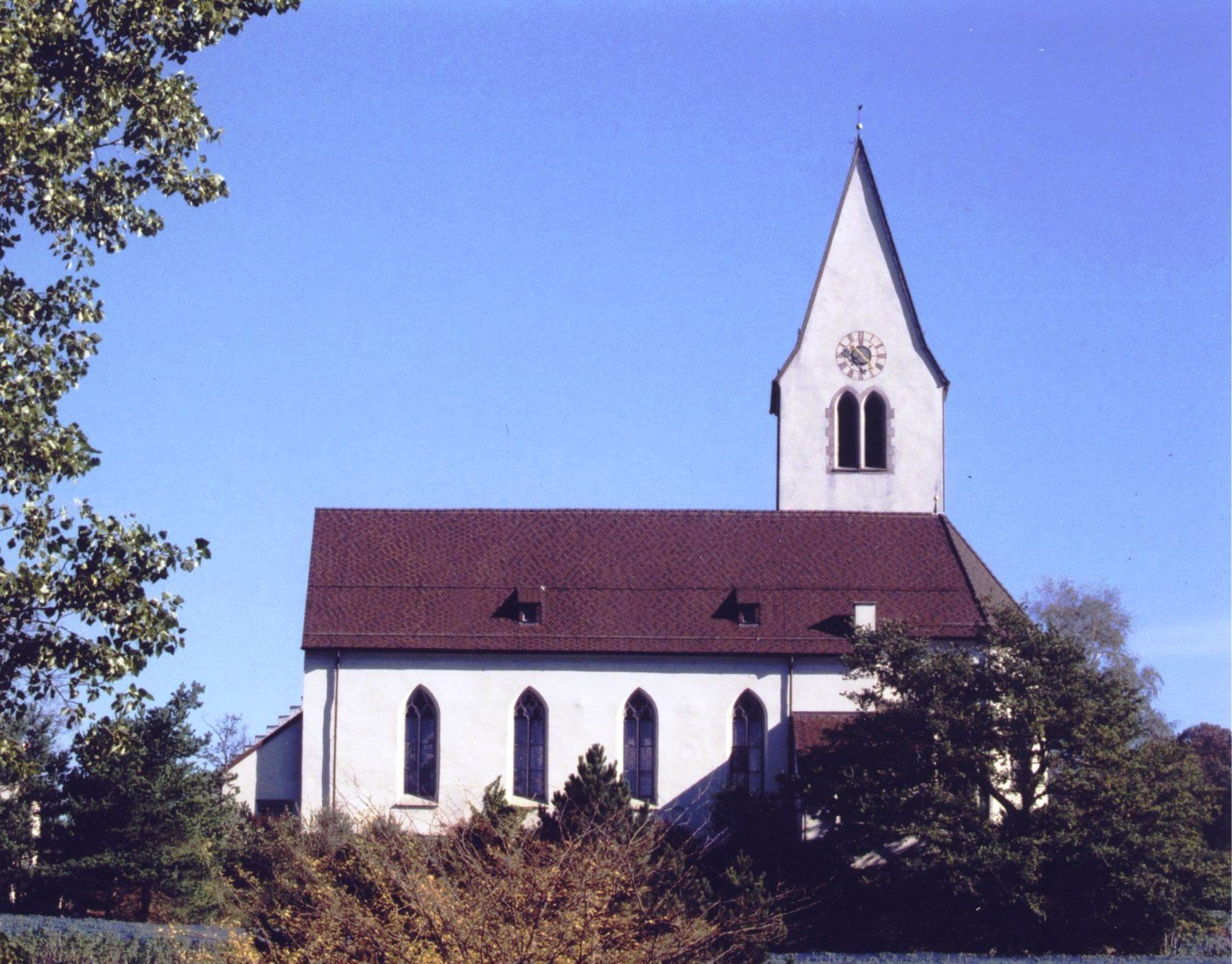
Bendern, Pfarrkirche Mariä Himmelfahrt

Die Pfarrkirche Bendern ist die römisch-katholische Kirche in Bendern, einem Teilort der Gemeinde Gamprin im Landesteil Unterland des Fürstentums Liechtenstein. Sie ist eine der zehn Pfarrkirchen im Erzbistum Vaduz und feiert ihr Patrozinium am Fest Mariä Himmelfahrt (15. August).

## Geschichte
Erstmals wird im Jahr 1045 eine Kirche in Bendern erwähnt. Allerdings geht man davon aus, dass schon im 8. oder 9. Jahrhundert eine einfache Saalkirche bestanden hat. Diese wurde im Laufe der Jahrhunderte verändert und erweitert: Das Kirchenschiff wurde im 14. Jahrhundert erweitert, 1481 wurde der neue polygonale Chor eingeweiht. Der Turm wurde um 1509 erbaut. Altarweihen 1693 und 1743 weisen auf weitere Um- oder Neubauten hin.

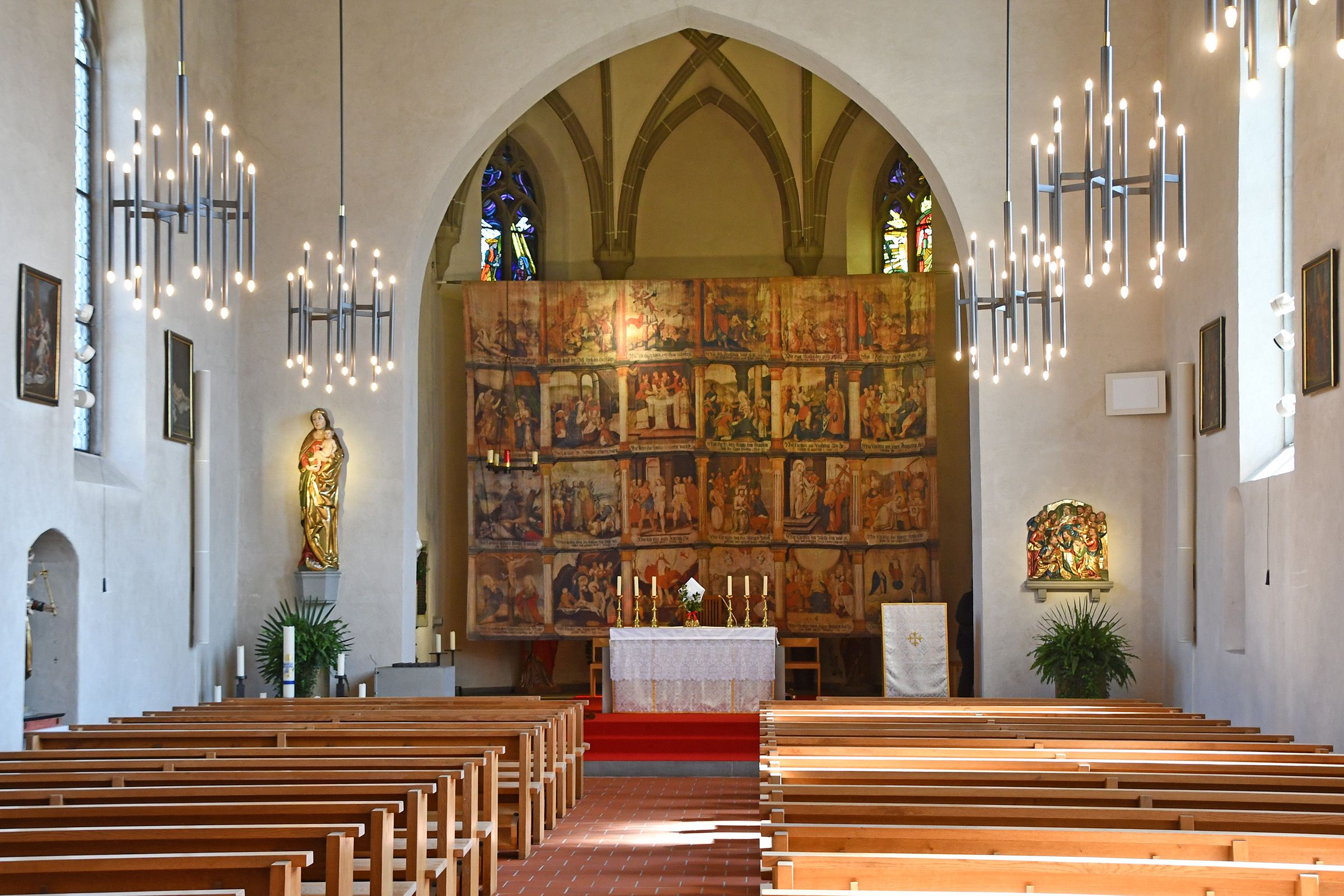
Innenraum mit Fastentuch

Im Jahr 1874 erwarb die Gemeinde die Besitz- und Patronatsrechte von den klösterlichen Vorbesitzern und wurde damit auch für den Unterhalt der Kirche verantwortlich. Die Kirche wurde 1875 bis 1879 umfassend renoviert mit Veränderungen im Chor, Treppengiebeln an Turm und Eingangsfassade, Aussenstreben und neugotischer Ausstattung und Bemalung und 1880 neu geweiht.
Grössere Umbauten nach Plänen der Architekten Hans und Canisius Burkhard (St. Gallen) erfolgten 1969 bis 1970: Das Schiff wurde um eine Fensterachse nach Westen erweitert, die Treppengiebel an Turm und Westfassade, die Aussenstreben und die Innenausmalung wurden wieder entfernt, die Vorhalle an der Westwand, die Empore sowie die Fenster wurden erneuert und die Sakristei vergrössert. Die Innenausstattung (Bestuhlung, Orgel und Altar) wurden erneuert und der neue Altar 1970 geweiht.

## Beschreibung
Das Langhaus mit vier Fensterachsen und leicht eingezogenem polygonalem Chor ist mit leichter Abweichung gegen Süden geostet. Auf der Nordseite ist ein quadratischer Kirchturm mit steilem Satteldach angebaut, dessen Firstrichtung quer zu der des Langhauses verläuft. An der fensterlosen Westseite ist ein Vorbau, ein so genanntes Vorzeichen, angebaut.

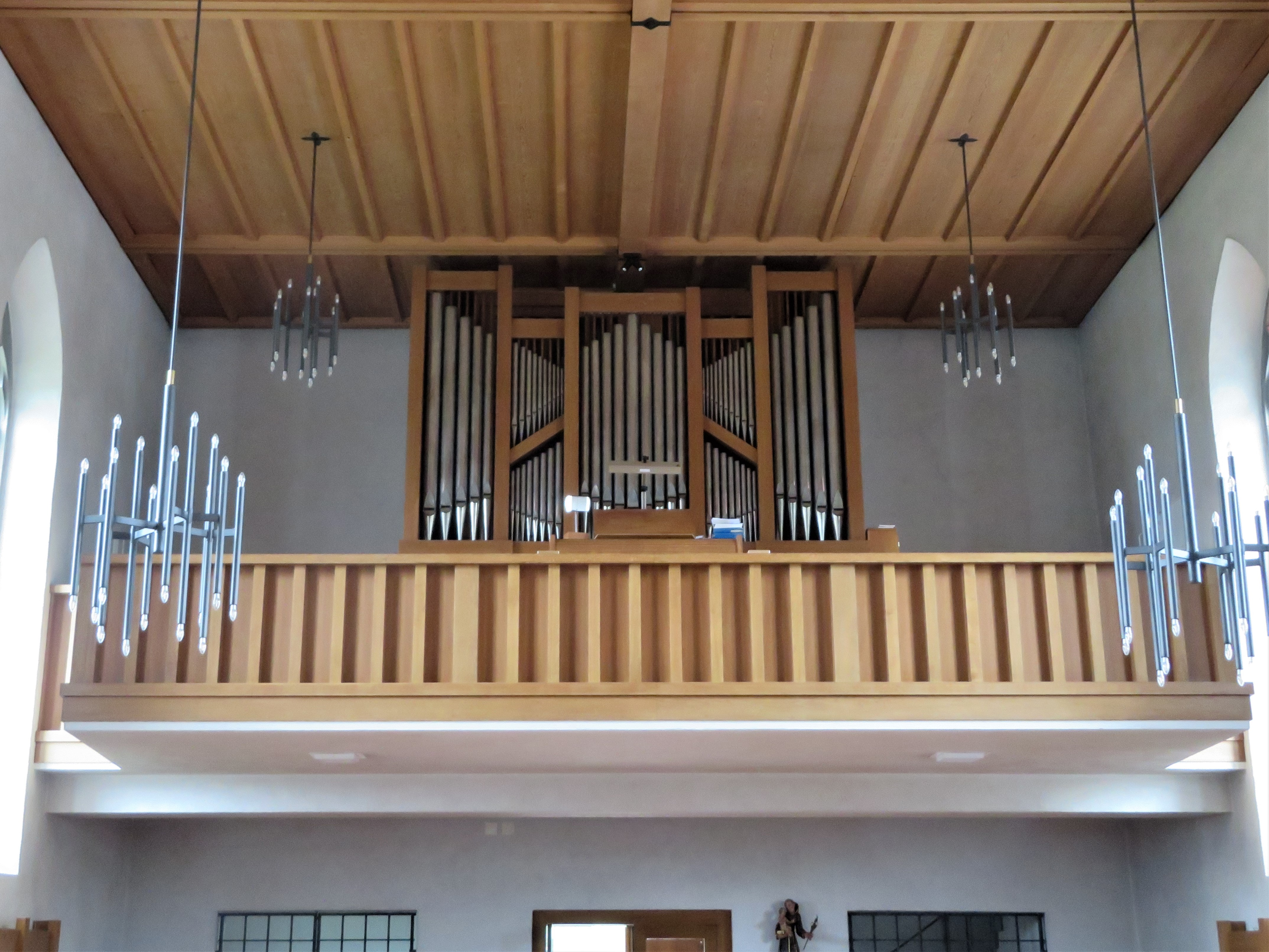
Orgel auf der Empore

Im Innern verbirgt eine schlichte Holzdecke die Deckenbemalung von 1875 bis 1879. Im Chor findet sich ein Kreuzrippengewölbe. Die Chorfenster wurden mit Glasgemälden von Josef Seger versehen. In den Fensterlaibungen der Südseite wurden 1968–1971 Wandmalereien freigelegt, die zu den ältesten in Liechtenstein gehören. Besonders hervorzuheben ist das Benderer Fastentuch, dessen Replik jährlich zur Fastenzeit in der Kirche aufgehängt wird; das Original befindet sich im Liechtensteinischen Landesmuseum.
Auf der Empore im hinteren Teil der Kirche befindet sich die Orgel, die 1970 von der Firma Orgelbau M. Walcker-Mayer aus Guntramsdorf (Österreich) gebaut wurde. Sie verfügt über 21 Register auf zwei Manualen und Pedal.
Glocken
Im Kirchturm befinden sich fünf Glocken, die in mehreren Güssen im Lauf der 1960er Jahre von der Glockengiesserei Eschmann in Rickenbach TG gegossen wurden und so nach und nach das vorige Geläut ersetzten.
| Glocke | Widmung                | Gussjahr | Gewicht  | Durchmesser | Schlagton |
| ------ | ---------------------- | -------- | -------- | ----------- | --------- |
| 1      | Maria Himmelfahrt      | 1963     | 3521 kg0 | 183 cm      | B°        |
| 2      | Heilige Dreifaltigkeit | 1961     | 1576 kg0 | 141 cm      | d’        |
| 3      | Hl. Theodul            | 1969     | 990 kg   | 120 cm      | f’        |
| 4      | Hl. Schutzengel        | 1969     | 705 kg   | 107 cm      | g’        |
| 5      | Hl. Josef              | 1961     | 395 kg   | 089 cm      | b’        |

Die beiden ältesten erhaltenen Glocken sind vor der Kirche aufgestellt. Es sind dies eine Glocke von 1509 der Glockengiesser Martin Kiesling und Hans Folmer aus Biberach und eine Glocke von 1663 des Glockengiessers Jacob Stutzenberger aus Feldkirch.